# Имо
Имо је једна од савезних држава Нигерије. Налази се на југу земље у појасу Делте Нигера, а главни град државе је град Овери. 
Држава Имо је формирана 1976. године. Заузима површину од 5.530 km² и има 3.934.899 становника (подаци из 2006). 